# 太宗 (唐)
太宗（たいそう）は、唐朝の第2代皇帝。諱は世民（せいみん）。高祖李淵の次男で、李淵と共に唐の創建者とされる。隋末の混乱期に李淵と共に太原で挙兵し、長安を都と定めて唐を建国した。太宗は主に軍を率いて各地を転戦して群雄を平定し、626年にクーデターの玄武門の変にて皇太子の李建成を打倒して皇帝に即位し、群雄勢力を平定して天下を統一した。
優れた政治力を見せ、広い人材登用で官制を整えるなど諸制度を整えて唐朝の基盤を確立し、貞観の治と呼ばれる太平の世を築いた。対外的には、東突厥を撃破して西北の遊牧民の首長から天可汗の称号を贈られた。騎兵戦術を使った武力において卓越し、文治にも力を入れるなど文武の徳を備え、中国史上有数の名君の一人と称えられる。

## 生涯

### 幼年期
598年に武功県で当時隋朝の唐国公で煬帝の母方の従兄にあたる李淵と宇文泰（北周の始祖）の孫娘にあたる竇氏（太穆竇皇后）の子として生まれた。李淵の母は独孤信の四女であり、李淵の皇后である太穆竇皇后も北方の非漢人であり、李淵と太穆竇皇后の子の李世民は、少なくともその血統の4分の3以上は非漢人になる。4歳の頃、李淵を訪れたある書生がこの子を見て「龍鳳之姿、天日之表、其年几冠必能済世安民」（「龍や鳳凰の姿を有し、成人後は世の中を治めて民衆を安心させるだろう」と言った。そのため世民という諱がついたという。

### 即位前
16歳のとき、隋の煬帝が雁門において突厥に包囲されると、李世民は雲定興の下で従軍し、煬帝救出に尽力した。また李淵が魏刀児（歴山飛）の包囲下に置かれたときは、軽騎を率いて救援した。
617年（大業13年）、李淵が太原で起兵すると、李世民は右領軍大都督・敦煌郡公となって長安に向けて進軍した。宋老生を撃破し、長安を平定すると、秦国公に封ぜられた。618年（義寧2年）1月、右元帥となり、3月には趙国公に改封された。
同618年（武徳元年）5月、唐が建てられ長兄の李建成が立太子されるとともに、李世民は6月に秦王に封ぜられ、尚書令に任じられている。唐朝では即位前の李世民が尚書令に任じられたため、皇帝の前職に臣下を就任させることを忌避し、滅亡まで尚書令は欠員となった。
李世民は武将として優れた才能を発揮し、虎牢の戦いで破った竇建徳を始め、薛仁杲・劉武周・王世充・劉黒闥といった隋末唐初に割拠した群雄を平定するのに中心的役割を果たした。
621年（武徳4年）、李淵は李世民の功績の高さから前代よりの官位では足りないとし、「天策上将」の称号を王公の上に特置して李世民に与えた。同年、門下省に修文館（太宗の即位後に弘文館に改名）が置かれた。
李建成と李世民はしだいに対立し、李建成は李淵に訴えて李世民の謀士である房玄齢と杜如晦を遠ざけるなどの対抗策を採り、李世民の追い落としを図った。それを事前に察知して身の危険を感じた李世民は、2人と密かに連絡し、626年（武徳9年）6月、長安宮廷の玄武門で、李建成と弟の李元吉を殺害した（玄武門の変）。この政変により、李淵は8月に李世民に譲位し、事態の収拾を図った。

### 貞観の治
即位して長孫氏を皇后に立てた太宗は、その直後に和議を結んでいた突厥の侵攻を受けた。『旧唐書』などの史書によれば、怒りにまかせた太宗はわずか6騎を伴い、渭水に布陣した突厥軍の前に立ち、突厥の協定違反を責めた。その態度に恐れをなした突厥は唐から引き上げた、と記録されているが、これは太宗の勇猛さを誇張した内容であり、太宗を追った唐軍との対決を避けて撤退したとも、または突厥に対し貢物を贈り撤退を依頼したとも言われている。この事件は渭水の盟もしくは渭水の辱と呼ばれる。
627年、元号を貞観と改元した。房玄齢・杜如晦の2人を任用し政治に取り組み、建成の幕下から魏徴を登用して自らに対しての諫言を行わせ、常に自らを律するように努めた。賦役・刑罰の軽減、三省六部制の整備などを行い、軍事面においても兵の訓練を自ら視察し、成績優秀者には褒賞を与えたため、唐軍の軍事力は強力になった。これらの施策により隋末からの長い戦乱の傷跡も徐々に回復し、唐の国勢は急速に高まることとなった。
629年（貞観3年）、充実した国力を背景に突厥討伐を実施する。李勣・李靖を登用して出兵し、630年（貞観4年）には突厥の頡利可汗を捕虜とした。これにより突厥は崩壊し、西北方の遊牧諸部族が唐朝の支配下に入ることとなった。族長たちは長安に集結し、太宗に天可汗の称号を奉上する。天可汗は北方遊牧民族の君主である可汗よりさらに上位の君主を意味する称号であり、唐の皇帝は、中華の天子であると同時に北方民族の首長としての地位も獲得することとなった。さらに640年（貞観14年）、西域の高昌国を滅亡させ、西域交易の重要拠点のこの地を直轄領とした。
文化的にも、それまでまとめられていた『晋書』『梁書』『陳書』『周書』『隋書』の正史を編纂させ、特に『晋書』の王羲之伝では自ら注釈を行った。また645年（貞観19年）には玄奘がインドより仏経典を持ち帰っており、太宗は玄奘を支援して漢訳を行わせている。
これらの充実した政策により、太宗の治世を貞観の治と称し、後世で理想の政治が行われた時代と評価された。『旧唐書』では「家々は（泥棒がいなくなったため）戸締りをしなくなり、旅人は（旅行先で支給してもらえるため）旅に食料を持たなくなった」と書かれている。ただ、これについては「戦乱の後でいきなり太平の世が訪れるとは思えない。後世の誇張ではないか」と現代の歴史学者布目潮渢は疑問視している。後世、太宗と臣下たちの問答が『貞観政要』として編纂されている。

### 晩年
太宗の晩年には立太子問題が発生した。当初立太子されたのは長男の李承乾（皇后長男）であったが、太宗は四男の魏王李泰（皇后二男）を偏愛していた。このことが皇太子の奇行につながり、最後は謀反を企てたとして廃された。魏王も朋党を組んでいて不適格だとして、皇后の兄である長孫無忌の意向により、大人しく孝行であることがとりえだった九男の李治（皇后三男。後の高宗）を皇太子としたが、この立太子問題が後の武則天台頭の要因となることとなった。
皇太子の継承問題で太宗は「我が三人の子（祐、承乾、泰）と一人の弟（元昌）は、こんな事をしてしまった。本当に、何に頼れば良いのか判らない。」と言って長椅子へ身を投げ出して、佩刀で自殺しようとするほど苦悩していた。
644年（貞観18年）、高句麗へ遠征（唐の高句麗出兵）が行われるが失敗に終わり、それから5年後の649年（貞観23年）に崩御した。
崩御後に諡号として文皇帝（ぶんこうてい）が贈られたが、674年（上元元年）、高宗により文武聖皇帝（ぶんぶせいこうてい）に改められ、さらに749年（天宝8年）、玄宗により再度文武大聖皇帝（ぶんぶだいせいこうてい）に変更、そして754年（天宝13年）に玄宗により文武大聖大広孝皇帝（ぶんぶだいせいだいこうこうこうてい）と再度改められている。

## 後世の評価
明の顧充は『歴朝捷録』において大宗を絶賛している。
- 「今『貞観政要』を読むと善政が山のように多く、これほど栄えた時代は伝説時代である夏殷周の三代を除いては存在しなかった。李世民の能力は、闊達さは劉邦に匹敵し、武勇は曹操に匹敵し、戦乱を平定した功績は殷湯王や周武王に匹敵し、政治が良かったことは伝説の「成康の治」に近かった」[8]

一方、南宋の儒学者朱熹は『唐総論』で下記の様に大宗を批判をしている。
- 「劉邦は私欲が少なかったが、太宗の行動の一切は、仁義の仮面を被って私欲をやっただけだ。劉邦は正当に天下を獲得し、経緯もおかしなところはないが、それに比べると太宗は天下の取り方もおかしなところが多かった。もっとも隋末は反乱が多く、それを平定しなければいけなかったので、一人のくだらない悪漢（独夫すなわち殷の紂王）を倒せば済んだ殷周革命のような訳にはいかなかったことは理解できる。しかし、隋の恭帝を擁立したりしたのはどうにも弁護のしようがない。あれは必要があったのか？そういうことから見れば、劉邦の天下取りに太宗は及ばないという評価しかできない。また、太宗は親の高祖にむりやり隋の晋陽の宮女を侍らせ、無理やり挙兵させようとしたが、あの行為には君臣・父子・夫婦の義というものがない」[9]
- 「玄武門の変は止むに止まれぬ行為ではなかった。周公旦が殷周革命の後で反乱を起こそうとした管の叔鮮・蔡の叔度を止むに止まれず討ち果たしたのとは、比べ物にならない。太宗には周公旦のような良い心がない」[10][11]

このような太宗の言動に対する批判的な評価や懐疑的な考察は現在の歴史学者の間でも存在しており、布目潮渢は『つくられた暴君と明君・隋の煬帝と唐の太宗』において、前述のように「貞観の治」には後世の誇張が含まれていると考え、煬帝は大宗によって意図的に過少評価されており、太宗は過大評価をされていると論じている。

## 人物・逸話
太宗は能筆家としても知られ、作品としては「温泉銘」がある。臣下にも初唐の楷書を完成させた書の大家を登用するなど、書に対する関心が強かった。また、書聖と謳われる王羲之の真筆に対して、異常なまでの執心ぶりを見せていたことも有名である。王羲之の子孫にあたり、会稽にいた智永という僧が持っており、智永の没後は弁才禅師に所有が移っていた蘭亭序の真筆を手に入れたいがあまりに三度に渡って譲渡を懇願したが聞き入れてもらえなかったので使者を遣わし、蘭亭序にけちをつけてだまし取ったほどである。こうして手に入れた蘭亭序を自身の死後に昭陵に納めさせたと伝えられている。
- 李勣がかつて病気になった時、「髭の灰が良く効く。」と聞いた太宗は、自らの髭を切って煎じて薬を調合した。李勣は、出血するほど頓首して泣いて感謝したが、太宗は言った。

「社稷の為にしたのだ。卿の為にしたのではない。何でそこまで感謝するのか！」
- 李勣が宴会に参加していた時、太宗はくつろいだ様子で言った。

「朕は、群臣の中に我が子を託せる者を探したが、公以上の者はいない。公はかつて李密に背かなかった。どうして朕へ背こうか！」
　李勣は泣きじゃくって辞謝し、指を囓って出した血を酒へ入れての飲み、酔いつぶれた。太宗は御服を脱いで、李勣に掛けてあげた。
- 高句麗征伐において右衛大将軍の李思摩が矢に当たって負傷した時、太宗は自らその血を吸いだして治療した。将士はこれを聞き、感動しない者はなかった。

太宗には六匹の名馬があった。その馬たちの名前は「白蹄烏」・「拳毛騧」・「颯露紫」・「特勤驃」・「青騅」・「什伐赤」という。
貞観政要によれば蝗害の時太宗自らバッタを飲みこんで蝗害を抑えたという伝説が書かれている。

## 十八学士
李世民が秦王となったとき、文学館を建て、賢才を招聘した。杜如晦・房玄齢・于志寧・蘇世長・姚思廉・薛収・褚亮・陸徳明・孔穎達・李玄道・李守素・虞世南・蔡允恭・顔相時・許敬宗・薛元敬・蓋文達・蘇勗の18人を学士とした。俗に秦王府十八学士とも言われている。

## 二十四功臣
643年（貞観17年）、太宗は自らと共に中国統一に功績のあった功臣24名を偲んで、凌煙閣という建物に功臣たちの絵を画家である閻立本に描かせた。名を挙げた順については、当時の功臣の序列を反映したものとなっている。俗に凌煙閣二十四功臣とも言われている。
二十四功臣
長孫無忌・李孝恭・杜如晦・魏徴・房玄齢・高士廉・尉遅恭・李靖・蕭瑀・段志玄・劉弘基・屈突通・殷嶠・柴紹・長孫順徳・張亮・侯君集・張公謹・程知節・虞世南・劉政会・唐倹・李勣・秦瓊

## 宗室
- 正室：長孫皇后（文徳皇后）- 鮮卑拓跋部に出自に持つ、長孫無忌の妹[14]
  - 長男：廃太子 李承乾（恒山王）
  - 四男：魏王 李泰（濮王）
  - 九男：高宗 李治（晋王） - 第3代皇帝
  - 五女：長楽公主 李麗質 - 長孫沖（長孫無忌の子）夫人
  - 十六女：城陽公主 - 杜荷（杜如晦の子）夫人、のち薛瓘夫人
  - 十九女：晋陽公主 李明達
  - 二十一女：新城公主 - 長孫詮夫人、のち韋正矩夫人
- 側室：貴妃 韋珪
  - 十男：紀王 李慎
  - 十女：臨川公主 李孟姜 - 周道務夫人
- 側室：楊妃（中国語版） - 隋の煬帝の皇女
  - 三男：呉王 李恪（鬱林王）
  - 六男：蜀王 李愔
- 側室：燕徳妃 - 楊雄の娘と燕宝寿のあいだの娘
  - 八男：越王 李貞
  - 十一男：江殤王 李囂
- 側室：鄭賢妃[15]
- 側室：楊妃 - 楊素の子の楊玄奨の娘
  - 十三男：趙王 李福
- 側室：陰妃 - 陰世師の娘
  - 五男：斉王 李祐
- 側室：韋昭容 - 韋貴妃の叔父の韋匡伯の娘
- 側室：充容 徐恵（贈賢妃）
- 側室：楊婕妤 - 楊雄の子の楊恭道の娘
- 側室：蕭美人
- 側室：蕭才人
- 側室：崔才人
- 側室：才人 武媚
- 側室：才人 王帝釋[16]
  - 七男：蒋王 李惲
- 側女：高恵通[17]
- 愛人：巣剌王妃楊氏（中国語版） - 楊雄の従孫娘で李元吉の元妻
  - 十四男：曹王 李明
- 生母不詳の子女
  - 次男：楚王 李寛 - 早世
  - 十二男：代王 李簡 - 早世
  - 長女：襄城公主 - 蕭鋭（蕭瑀の子）夫人
  - 次女：汝南公主 - 早世
  - 三女：南平公主 - 王敬直夫人、のち劉玄意（劉政会の子）夫人
  - 四女：遂安公主 - 竇逵（竇抗の子の竇静の子）夫人、のち王大礼夫人
  - 六女：豫章公主 - 唐善識（唐倹の子）夫人
  - 七女：比景公主 - 柴令武（柴紹の子）夫人
  - 八女：普安公主 - 史仁表（史大奈の子）夫人
  - 九女：東陽公主 - 高履行（高士廉の子）夫人
  - 十一女：清河公主 李敬（徳賢）- 程処亮（程知節の子）夫人
  - 十二女：蘭陵公主 李淑（麗貞）- 竇懐悊（竇毅の子の竇照の曾孫）夫人
  - 十三女：晋安公主 - 韋思安夫人、のち楊仁輅夫人
  - 十四女：安康公主 - 独孤諶（独孤信の子の独孤蔵の曾孫）夫人
  - 十五女：新興公主 - 長孫敬道（長孫順徳の弟）夫人
  - 十七女：合浦公主（高陽公主） - 房遺愛 （房玄齢の子）夫人
  - 十八女：金山公主 - 早世
  - 二十女：常山公主

## 登場作品

### 小説
- 『隋唐演義』、主要人物の一人として活躍する。前半主人公の秦叔宝とは生まれる直前に救われた恩がある。
- 『西遊記』、一時地獄に落ちるが現世へと帰還し「三蔵」の取経を乞うたところ、玄奘がそれに応える。なお、地獄に落ちるエピソードは隋唐演義と共通。
- 小前亮『李世民』（講談社、2005年／講談社文庫、2008年） ISBN 406-2761491
- 塚本靑史『李世民』（上・下）、日本経済新聞出版社、2012年　ISBN 978-4532171179・ISBN 978-4532171186／日経文芸文庫、2014年

### 漫画
- 夏達著『長歌行』（新世紀出版。日本では集英社。いずれも2011年から。玄武門の変で殺害された李建成の娘を主人公としている。叔父である李世民への復讐を描いた作品）
- 園沙那絵著『レッドムーダン』（集英社。『グランドジャンプむちゃ』にて、2021年11月号～2022年5月号まで連載。その後『グランドジャンプ』に移籍し、2022年16号から連載。李世民の側室であり、後に中国の女帝となった武則天の生涯を描いた作品）

### 映画
- 『少林寺』（1982年、中国・香港、演：ワン・クァンチュアン）
- 『安市城 グレート・バトル（朝鮮語版）』（2018年、韓国、演：パク・ソンウン）

### テレビドラマ
- 『西遊記』、『西遊記II』（1978年 - 1980年、日本テレビ、演：中村敦夫）
- 『西遊記』（1993年、日本テレビ、演：夏木陽介）
- 『西遊記』（1994年、日本テレビ、演：宝田明）
- 『則天武后』（1995年、中国、演：鮑国安）
- 『新・少林寺（中国語版）』（1999年、中国、演：樊少皇）
- 「大唐雙龍傳」（2004年、香港、日本未公開、演：阮徳鏘（中国語版））
- 『創世の龍 〜李世民 大唐建国記〜』（2006年、中国、演：シェン・シャオハイ（中国語版））
- 『皇帝 李世民〜貞観の治〜（中国語版）』（2006年、中国、演：マー・ユエ（中国語版））
- 『大祚栄（テジョヨン）』（2006年、韓国、演：ソン・ヨンテ）
- 「貞観長歌」（2007年、中国、日本未公開、演：唐国強）
- 『淵蓋蘇文（ヨンゲソムン）』（2007年、韓国、演：ソ・インソク）
- 『大唐双龍伝』（2011年、中国、演：呉慶哲（中国語版））
- 『大王の夢』（2012 - 2013年、韓国、演：ユン・スンウォン）
- 『隋唐演義 〜集いし46人の英雄と滅びゆく帝国〜』（2013年、中国、演：ドゥ・チュン（中国語版））
- 『武則天 -The Empress-』（2015年、中国、演：チャン・フォンイー）
- 『大唐見聞録 皇国への使者（中国語版）』（2018年、中国、演：張智堯（中国語版））
- 『大唐女法医〜love&truth〜（中国語版）』（2020年、中国、演：チョン・フォン（中国語版））
- 『風起花抄〜宮廷に咲く琉璃色の恋〜（中国語版）』（2021年、中国、演：タン・カイ（中国語版））